# Noam Murro
Noam Murro (Jerusalén, 16 de agosto de 1961) es un director de cine y productor de películas israelí. Es conocido por dirigir Smart People y 300: Rise of an Empire.

## Carrera
Después de estudiar arquitectura y de haberse estableciéndose con el paso de los años como director publicitario. Fue nominado seis veces para el Premios del Sindicato de Directores, ganando el premio en 2005. Junto con Shawn Lacy Tessaro,  fundó la compañía productora Biscuits Films, el cual ha producido muchas campañas publicitarias exitosas. En 2004, fue designado para dirigir The Ring Two pero dejó el puesto debido a "diferencias creativas". En 2012,  dirigió anuncios para las campañas de marcas conocidas como Adidas, Nike, eBay, Volkswagen, Land Rover, Toshiba, Stella Artois y muchos otros. En 2008, Murro hizo su debut como director con Smart People, una comedia presentada en el 2008 en el Festival de Cine de Sundance. En 2011,  fue seleccionado para dirigir A Good Day to Die Hard pero dio un paso al costado de la producción en agosto de 2011, para dirigir la secuela de 300, 300: Rise of an Empire. John Moore fue subsecuentemente seleccionado para reemplazarlo.

## Películas
| Año  | Proyecto               | Función                      | Notas                   |
| ---- | ---------------------- | ---------------------------- | ----------------------- |
| 2008 | Smart People           | Director                     | Largometraje            |
| 2014 | 300: Rise of an Empire | Director                     | Largometraje            |
| 2018 | La colina de Watership | Director Productor Ejecutivo | Miniserie de televisión |